# Thermopause
Exobase

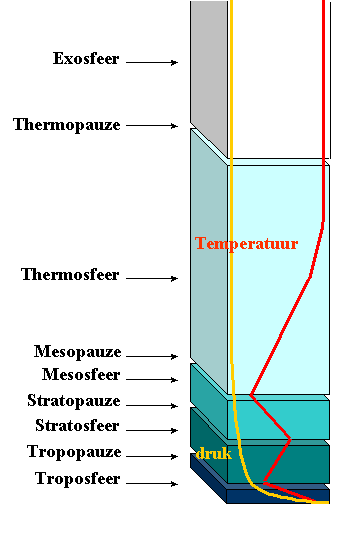
Schéma montrant les différentes couches de l'atmosphère.

La thermopause, ou exobase, est la zone de l'atmosphère terrestre où se fait la transition entre la thermosphère (au-dessous) et l'exosphère (au-dessus). Son altitude précise dépend du lieu, de la saison, de l'heure de la journée, du flux solaire et des autres apports énergétiques, et peut varier entre 500 et 1 000 km à un même endroit.
Bien que l'exosphère et la thermosphère soient considérées comme des couches atmosphériques, la pression y est si faible qu'on fait généralement commencer l'espace extra-atmosphérique en dessous de la thermopause. L'ISS, la navette spatiale et les Soyouz, notamment, opèrent en deçà de cette limite. Les satellites en orbite à ces altitudes ne subissent pas de réchauffement important du fait du frottement atmosphérique, mais leurs orbites se dégradent progressivement.
L'atmosphère en dessous de la thermopause interagissant significativement avec l'insolation reçue, la constante solaire est exprimée au niveau de la thermopause. Une partie de la magnétosphère plonge également sous cette couche.